# Basilique de la Reine-de-tous-les-Saints de Chicago
La basilique de la Reine-de-tous-les-Saints (en anglais : Queen of All Saints Basilica) est une église historique de l'archidiocèse de Chicago située au 6280 North Sauganash Avenue dans un quartier résidentiel aisé de Chicago, le quartier de Sauganash. C'est l'une des trois basiliques de la ville avec Saint-Hyacinthe et Notre-Dame-des-Douleurs.

## Histoire

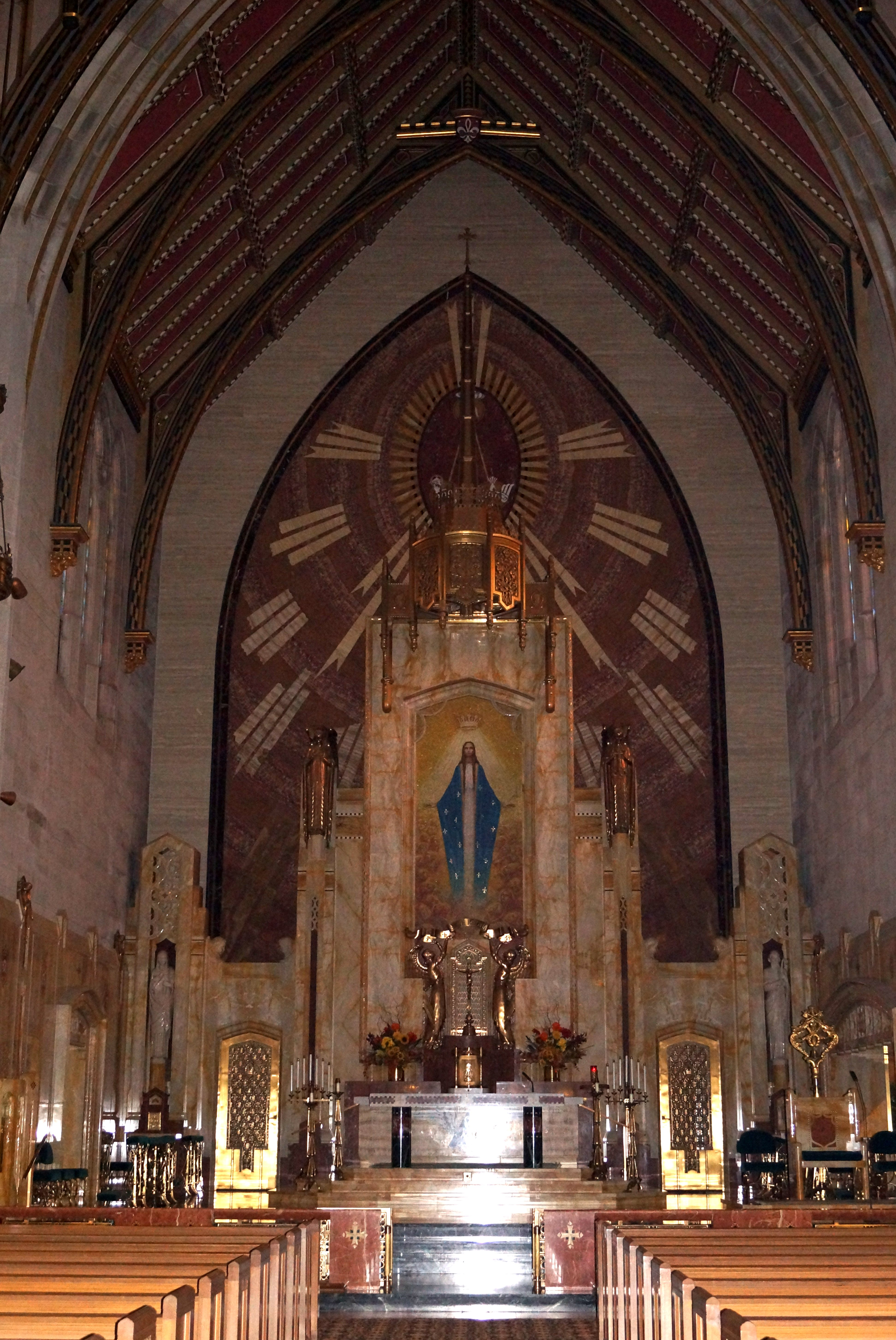
Intérieur

En 1929, le Calvert Club, organisation catholique de Chicago, envoie une pétition au cardinal Mundelein, archevêque de Chicago de l'époque, afin de fonder une église dans le quartier de Sauganash, peuplé de descendants d'immigrés irlandais et allemands. Le cardinal envoie l'abbé Francis Ryan pour ériger la nouvelle paroisse de la Reine-de-tous-les Saints ; celui-ci fait transporter une petite église de bois, l'église Saint-Gilles d'Oak Park, pour lui servir de lieu de culte.
La basilique se trouve à l'angle nord-ouest de la Peterson Avenue et de la Knox Avenue et consacrée en juin 1929 sous le nom d'église de la Reine-de-tous-les-Saints. Le quartier devient un quartier résidentiel huppé après la Seconde Guerre mondiale et sa composition ethnique dominante demeure plutôt inchangée, même si les descendants d'Irlandais et d'Allemands eurent tendance à se mélanger. L'école paroissiale ouvre en 1932.

## Architecture
L'église est bâtie dans le style néogothique par le bureau Meyer & Cook, et elle est terminée en 1960. Cette magnifique église aux dimensions de cathédrale est élevée à la dignité de basilique mineure par Jean XXIII, le 26 mars 1962. La grande baie au-dessus du chœur représente huit sanctuaires dédiés à la Bienheureuse Vierge Marie : Notre-Dame de Czestochowa (sanctuaire national polonais), Notre-Dame de Knock (sanctuaire international, en Irlande), Notre-Dame d'Einsiedeln (en Suisse), Notre-Dame des Neiges (en Italie), Notre-Dame de La Salette (en France), Notre-Dame de Guadalupe (sanctuaire national mexicain), Notre-Dame de Lourdes (sanctuaire national français) et Notre-Dame de Fátima (au Portugal). C'est une allusion à l'universalité de l'Église catholique, en éclairant le fait que bien que ces sanctuaires soient particuliers à certains pays ou à certaines cultures, le culte donné à la Vierge Marie dépasse les frontières et incite ici les différents groupes nationaux demeurant à Chicago et dans ce quartier de Forest Glen de vivre ensemble en harmonie. L'orgue des années 1930 a été remplacé en 2006 par un instrument à trois claviers et soixante jeux de la maison Berghaus de Bellwood.

## Source de la traduction
- (en) Cet article est partiellement ou en totalité issu de l’article de Wikipédia en anglais intitulé « Queen of All Saints Basilica » (voir la liste des auteurs).